# Agustín Castejón Roy
Agustín Castejón Roy (Madrid, 29 de gener de 1931 - Barcelona, 12 de desembre de 2023) va ser un polític espanyol, governador civil de Tarragona durant la transició espanyola.
Membre de l'Organització Juvenil de FET y de las JONS, en la seva joventut va ser instructor del Frente de Juventudes i va arribar a ocupar càrrecs destacats en el moviment juvenil falangista. El 1950 es va establir a Barcelona, es llicencià en Dret, va exercir d'empresari i es va vincular al Banc de Girona. L'abril de 1976 fou nomenat governador civil de Tarragona. Durant el seu mandat va dur a terme una política repressiva contra l'oposició antifranquista: va prohibir una conferència de Josep Andreu i Abelló al Centre de Lectura de Reus, va prohibir la diada de l'Onze de Setembre que va acabar a Reus amb l'actuació d'antiavalots i uns quants detinguts, i també la Marxa de la Llibertat. Això i les protestes organitzades al camp tarragoní per la incipient Unió de Pagesos van forçar la seva destitució el gener de 1977. Després es retirà als seus negocis i no ocupà cap càrrec públic, però continuà vinculat a l'extrema dreta com a president de Juntas Españolas i vicepresident de la Fundación Francisco Franco, de la qual havia estat fundador i patró. També ha promogut una Fundación José Antonio i la Plataforma 2003. Malgrat la seva edat avançada, a la dècada del 2010 encara intervenia en activitats de l'extrema dreta espanyola contra el procés independentista català.
En els anys vuitanta va presidir La Farga Lacambra juntament amb els seus socis Alberto Tarifa, Vicente Fisas Comella i Oriol Guixà Arderiu.